# Evelyn Scott
Evelyn Scott (eg. Elsie Dunn), född 17 januari 1893 i Clarksville, Tennessee, död 3 augusti 1963 i New York, var en amerikansk modernistisk författare. Hon skrev bland annat självbiografiska romaner, memoarböcker och dikter.
Elsie Dunn rymde 1913 till Brasilien med en gift man, Frederick Creighton Wellman, dekanus på institutionen för tropisk medicin vid Tulane University i New Orleans. Paret tillbringade över fem år i Brasilien. Sonen Creighton föddes där 1914. För att dölja sina identiteter kallade de sig Cyril och Evelyn Scott. Under åren i Brasilien började hon skriva skönlitteratur.
Evelyn Scott flyttade 1919 med Cyril och sonen Creighton till New York. Hon debuterade 1920 med diktsamlingen Precipitations, samma år som hon och Cyril bestämde sig för att flytta isär. Därefter skrev hon en serie självbiografiska romaner. Den första romanen The Narrow House utkom 1921.
Evelyn Scott umgicks med andra författare i Greenwich Villages litteraturkretsar på 1920-talet, bland dem Lola Ridge och William Carlos Williams. Hon bodde en tid på Bermuda och senare i London. Hon reste mycket i Europa. I Frankrike blev hon vän med Emma Goldman.
Scotts första självbiografi Escapade (1923) beskriver flykten till Brasilien. Om sina rötter i Tennessee skriver hon i boken Background in Tennessee (1937).
Hennes grav finns på Rose Hill Cemetery i Linden, New Jersey.